# Elsa Sophie Gambard
Elsa Sophie Gambard (nacida el 30 de noviembre de 1980 en Bielefeld) es una actriz alemana.

## Biografía
Durante su época escolar Elsa Sophie Gambard se comprometió activamente con Greenpeace y Amnistía Internacional. En 1999 fue descubierta por el director Marco Petry en un casting para la película Schule. A continuación trabajó en la serie de televisión Der Wunschbaum (Director: Dietmar Klein). En los años siguientes estudió medicina y terminó su formación como enfermera de urgencias. 
En 2007 interpretó el papel femenino principal en la película Free Rainer.

## Filmografía
- 2000: Schule
- 2004: Der Wunschbaum (Serie de televisión)
- 2007: Free Rainer

## Premios
En el año 2008 obtuvo el Undine Award como mejor actriz joven.
- Datos: Q121582